# Concurso de Fotografía de San Fermín
El Concurso de Fotografía de San Fermín es una competición de fotografía celebrada en Pamplona desde el año 2014 y cuyo objetivo es premiar las mejores imágenes de las Fiestas de San Fermín celebradas cada año en la capital navarra.

## Características

### Organización
Son dos entidades privadas —Diario de Navarra y Banco Santander— las encargadas de organizar este evento.

### Premios
Un jurado profesional escogerá los ganadores de los tres primeros galardones, que obtienen un premio en metálico de 1000, 500 y 300 euros respectivamente. También existe un premio mediante una votación popular cuyo ganador obtiene 500 euros.